# William de Brus
William de Brus, Lord of Annandale († 16. Juli 1211 oder 16. Juli 1212) war ein englisch-schottischer Adliger.

## Herkunft
William de Brus entstammte der englisch-schottischen Familie Brus. Er war der zweite Sohn von Robert (II) de Brus und dessen Frau Euphemia. Nachdem sein älterer Bruder Robert (III) de Brus vor 1191 ohne überlebende Nachkommen gestorben war, wurde er zum Erben seines Vaters.

## Tätigkeit als Adliger in England und Schottland
Nach dem Tod seines Vaters 1194 erbte Brus das Kronlehen Annandale in Schottland sowie Hartness und weiteren Landbesitz in Nordengland, den er teils als Lehen seines Cousins Adam the Brus aus Yorkshire hielt. Über das Leben von William de Brus ist nur sehr wenig bekannt. Er konnte 1197 die Schulden seines Vaters bei dem Juden Aaron ablösen, doch 1198 musste er seinen Landbesitz bei Hartness verpfänden. 1201 erwarb er für 20 Mark für Hartlepool das Marktrecht und das Recht, einen Jahrmarkt abzuhalten. Ab 1194 musste er für die Kriege des englischen Königs Richard I. in Frankreich zunehmend höhere Schildgeldzahlungen leisten. Den weiter steigenden Schildgeldforderungen von Richards Nachfolger Johann Ohneland ab 1199 kam er nur zögernd nach, ehe er 1209 eine Teilzahlung in Höhe von £ 25 machte. Politisch spielte er in England offenbar kaum eine Rolle. Er musste als Sicherheit für seine Loyalität nach dem englisch-schottischen Vertrag von Norham im August 1209 seinen jüngeren Sohn William als Geisel an Johann Ohneland übergeben. Auch in Schottland spielte er offenbar kaum eine Rolle, denn er bezeugte nur eine Urkunde von König Wilhelm I. Sein Todesjahr ist nicht genau geklärt, wahrscheinlicher ist, dass er 1212 anstatt 1211 starb.

## Ehe und Nachkommen
Brus hatte eine Christina geheiratet, deren Herkunft unbekannt ist. Mit ihr hatte er vermutlich zwei Söhne:
- Robert (IV) de Brus (um 1195–zwischen 1226 und 1233)
- William de Brus († nach 1213)
- John de Brus

Robert hatte die Schenkungen seines Vaters zugunsten von Guisborough Priory bestätigt. Er selbst machte Schenkungen zugunsten von Melrose Abbey. Sein Erbe wurde sein ältester Sohn Robert. Sein zweiter Sohn, dessen Name William nicht gesichert ist, diente 1213 noch als Geisel. Williams Witwe heiratete in zweiter Ehe Patrick Dunbar, 4. Earl of Dunbar.